# Jorge Marecos Duarte
Jorge Palhavã de Almeida Marecos Duarte (24 de abril de 1954) é um cineasta português. 
Dirigiu várias séries da SIC, nomeadamente séries protagonizadas por Camilo de Oliveira como Camilo & Filho Lda., As Aventuras do Camilo, Camilo na Prisão, A Loja do Camilo e Camilo em Sarilhos. Dirigiu também outras séries de humor como Maré Alta e Os Malucos do Riso.  